# جيورجيا بوردينيون
جيورجيا بوردينيون (مواليد 24 مايو 1987) هي رباعة إيطالية فازت بالميدالية الفضية في الألعاب الأولمبية الصيفية 2020 في وزن 64ك.

## روابط خارجية
- جيورجيا بوردينيون على موقع الاتحاد الدولي (الإنجليزية)
- جيورجيا بوردينيون على موقع مشروع نتائج رفع الأثقال الدولية (الإنجليزية)
- جيورجيا بوردينيون على موقع اللجنة الأولمبية الدولية (الإنجليزية)
- جيورجيا بوردينيون على موقع أوليمبيديا (الإنجليزية)
- جيورجيا بوردينيون على موقع اللجنة الأولمبية الإيطالية (الإيطالية)